# Screamboat
Screamboat ist ein US-amerikanischer Slasher-Film von Regisseur Steven LaMorte, der am 2. April in die US-amerikanischen und am 8. Mai 2025 in die deutschen Kinos kam. Es handelt sich um eine Horroradaption von Disneys Zeichentrickfilm Steamboat Willie (1928), dessen Urheberrechte Anfang 2024 ausgelaufen waren. In der Hauptrolle verkörpert David Howard Thornton eine mörderische Version von Micky Maus.

## Handlung
An einem nebligen Abend verlässt die Staten Island Ferry den Hafen von Manhattan. Da das Schiff bereits seit den 1920er Jahren im Einsatz ist, muss es regelmäßig gewartet werden, wobei die Mechanikerin Dominique versehentlich eine unter Deck eingesperrte Maus befreit. Die als „Screamboat Willie“ bekannte Kreatur macht daraufhin Jagd auf Fahrgäste und Besatzungsmitglieder, wird dabei allerdings von der angehenden Modedesignerin Selena beobachtet. Die an Bord mitfahrende Sanitäterin Amber glaubt den Ausführungen der jungen Frau zunächst nicht, wird später aber selbst Zeuge von der pfeifenden, mörderischen Maus. Gemeinsam mit dem Deckarbeiter Pete treiben Selena und Amber daraufhin alle Fahrgäste im Inneren der Fähre zusammen, um sich vor der drohenden Gefahr zu schützen.
Screamboat Willy hat unterdessen den Kapitän der Fähre getötet, die Kommunikationswege zerstört und das Schiff in Richtung offenes Meer gelenkt. Den zusammengetriebenen Passagieren versetzt er mittels eines Wasserschlauchs einen Stromschlag und tötet so große Teile der sich an Bord befindenden Personen. Die wenigen Überlebenden, darunter Selena, Amber, Pete, der Waisenjunge Matteo, sein Retter Moses und der Obdachlose Barry, schließen sich zusammen, um einen Weg hinunter von der Fähre zu finden. Sie schmieden den Plan, eine Signalpistole aus den Maschinenräumen zu holen und mittels eines Notstromaggregats einen Hilferuf abzusetzen.
Die Pläne der Gruppe werden von Screamboat Willy jedoch durchkreuzt, der die einzelnen Gruppenmitglieder nacheinander umbringt. Moses schießt vor seinem Tod mit einer Signalpistole auf die Maus, wodurch eine Explosion an Bord ausgelöst wird und das Schiff zu sinken droht. Um den jungen Matteo zu retten, opfert sich im Anschluss auch Pete für die Gruppe und versucht erfolglos, Willy aufzuhalten. Dem sicheren Tod ins Auge blickend hat Selena jedoch eine rettende Idee. Durch Ausführungen der Mechanikerin Dominique, die zu einer glühenden Anhängerin von Willy geworden ist, und einem alten Foto der Fähre erkennt sie, dass die Maus auf dem offenen Meer nach ihrer verschollenen Liebe sucht.
Selena schneidert sich daraufhin Kleider im Stile von Willys Geliebter und zwingt die Maus so dazu, sie zu verschonen. Den Moment der Schwäche nutzt Selena aus und rammt Willy eine Schere in den Rücken, woraufhin die Maus ins offene Meer springt. Selena und Amber erreichen im Anschluss den sicheren Hafen von Staten Island und übergeben den einzigen weiteren Überlebenden Matteo an seinen Vater, den Borough President Molinari. Der schwer verwundete Willy trifft später auf einem Kai auf seine große Liebe, während sich der Funker Mike auf die Suche nach seinem Bruder Pete begibt.

## Produktion

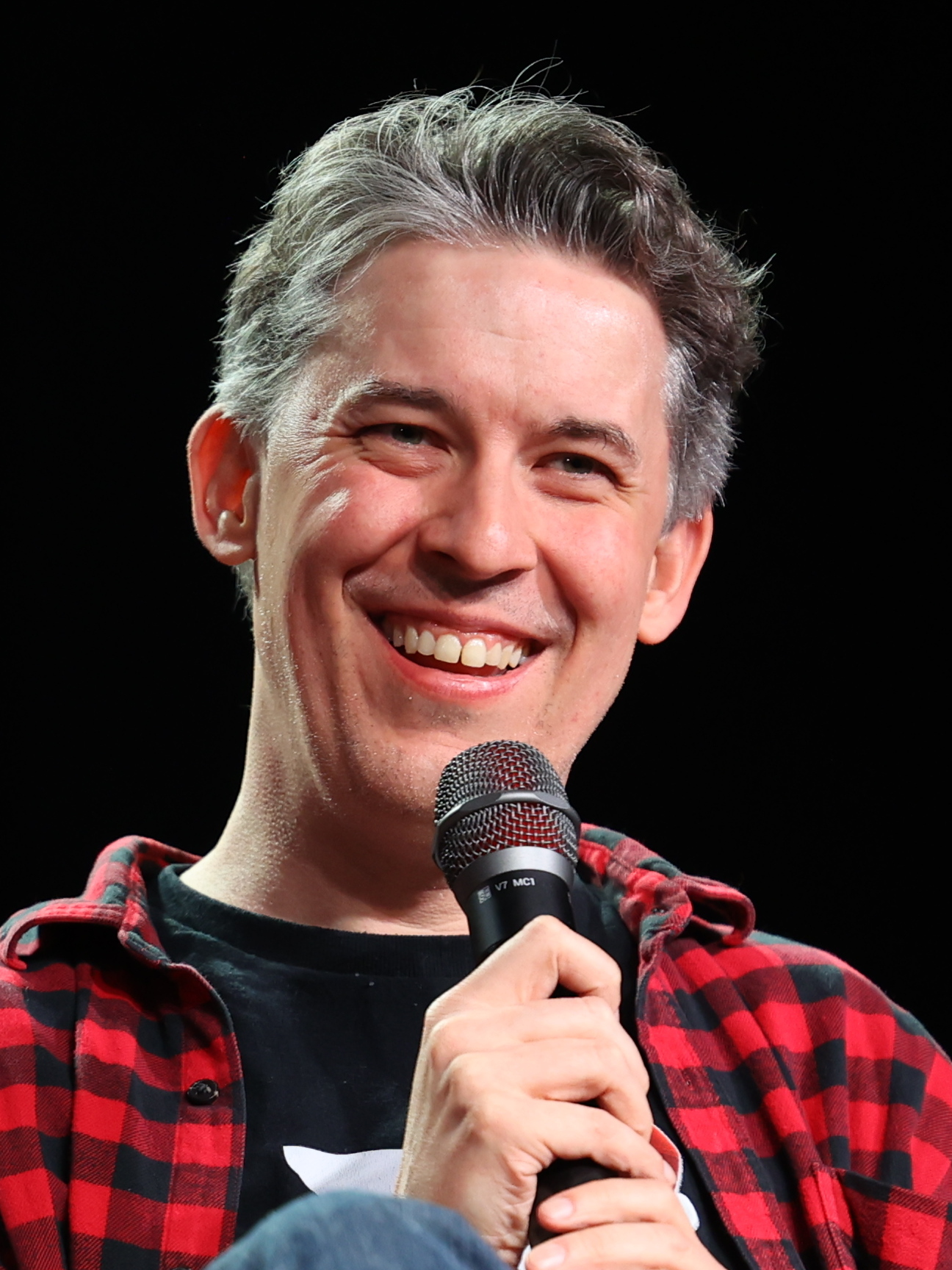
Hauptdarsteller David Howard Thornton (2024)

Nachdem die Urheberrechte des 1928 veröffentlichten Disney-Kurzfilms Steamboat Willie zum 1. Januar 2024 in die Public Domain übergegangen waren, kündigte der italienisch-amerikanische Filmemacher Steven LaMorte am Folgetag eine Horroradaption unter dem Titel Screamboat an. Nach The Mouse Trap (2025) von Regisseur Jamie Bailey handelte es sich dabei bereits um die zweite Independent-Adaption des Stoffes, in der eine frühe Version von Micky Maus als Gegenspieler auftritt. Für den als Mischung aus Horrorkomödie und Slasher beschriebenen Film verfasste Regisseur LaMorte gemeinsam mit Matthew Garcia-Dunn das Drehbuch. Als Produzenten waren Steven Della Salla, Michael Leavy, Amy Schumacher und Martine Melloul. Della Salla und Leavy verantworteten zuvor den Slasher-Film Terrifier 2, während Schumacher und Malloul bereits LaMortes Vorgängerfilm The Mean One (2022) produzierten, eine unautorisierte Horrorparodie vom Grinch.
Die Hauptrolle der Killermaus Screamboat Willie übernahm David Howard Thornton, der zuvor durch seine Verkörperung von Art the Clown in den Terrifier-Filmen größere Bekanntheit erlangte und bereits in LaMortes Vorgängerfilm The Mean One mitwirkte. Weitere zentrale Figuren wurden mit Kailey Hyman, Allison Pittel, Amy Schumacher und Jesse Posey besetzt, während Rumi C. Jean-Louis, Jesse Kove, Jarlath Conroy und Charles Edwin Powell in Nebenrollen zu sehen sind. Daneben hat Tyler Posey einen Cameo-Auftritt als Funker, während auch die Komiker Brian Quinn und Joe DeRosa kleinere Rollen übernahmen.
Die Dreharbeiten mit Kameramann Steven Della Salla erfolgten im Frühjahr 2024 in New York City. Die Produktion setzte dabei auf praktische Effekte und drehte nicht nur auf einem echten Schiff, sondern verwendete auch für die visuelle Umsetzung der Hauptfigur eine Mischung aus Puppen und Kostümen. Das Design von Screamboat Willie basiert so auf einem Entwurf des Kostümbildners Christian Cordella und wurde von der Effektfirma Quantum Creation FX umgesetzt.
Ein erster Teaser zum Film wurde am 30. August 2024 veröffentlicht, ehe das Figurendesign von Screamboat Willie im Januar 2025 vorgestellt wurde. Ursprünglich sollte Screamboat noch im selben Monat in die US-amerikanischen Kinos kommen, ehe der Starttermin auf den 2. April 2025 verschoben wurde. Ein Kinostart in Deutschland erfolgte am 8. Mai 2025.

## Rezeption
Screamboat konnte 53 % der 32 bei Rotten Tomatoes gelisteten Kritiker überzeugen und erhielt bei Metacritic basierend auf sechs Rezensionen einen Metascore von 44 Punkten.
Als „unerlaubter Nervenkitzel“ wird Screamboat von Peter Debruge lobend in seiner Filmkritik für Variety bezeichnet. Im Vergleich zu anderen Slasher-Adaptionen bekannter Marken wie die Winnie-the-Pooh-Filme oder Popeye: The Slayer Man mache es bei Screamboat Spaß, Disney auf die Schippe zu nehmen und zu entweihen. Regisseur Steven LaMorte setze dabei offenkundig auf eine komödiantischere Interpretation und kanalisiere eine Slapstick-Stimmung im Stile von Peter Jackson oder Eli Roth durch nicht jugendfreie Gags. Die Morde seien grausam, aber fast ausschließlich zum Lachen gedacht, sodass Screamboat viel besser als der erbärmliche The Mouse Trap aus dem Vorjahr sei. Das Drehbuch habe zwar Probleme, wenn es versuche, ernsthaft zu sein, und so die begrenzten schauspielerischen Talente der Besetzung auf die Probe stelle, verhalte sich aber weniger respektlos gegenüber der parodierten Marke als andere Genrevertreter.
Kritischere Worte findet Tara Brady von der Irish Times, für die Screamboat kein Meisterwerk sei, zumindest aber sein Publikum kenne. Der Versuch, aus den ausgelaufenen Urheberrechten an der Micky Maus Profit zu schlagen, setze dabei mit Begeisterung auf ein blutiges Chaos und bemühe sich im Gegensatz zum Twisted Childhood Universe glücklicherweise um eine humorvolle Auseinandersetzung mit der Vorlage, einschließlich einer witzigen Animationsparodie und dem frechen Gastauftritt von Walt Disney selbst. Dennoch handle es sich zweifellos um eine billige Produktion, die auf die immer gleichen Außenaufnahmen setze und vergessenswürdige Darsteller zu bieten hätte.
Gänzlich enttäuscht zeigt sich Mike McCahill vom Guardian, für den Screamboat lustlos in die Fußstapfen der Winnie-the-Pooh-Filme trete und dabei weder Schwung noch Erfindungsreichtum oder Witz zeige. Der gesamte Film erhole sich nie von seiner ersten halben Stunde, in der er ausschließlich potenzielle Opfer vorstelle, deren Darbietungen sich allesamt auf Sharknado-Niveau bewegen würden. Die Tötungssequenzen würden gleichzeitig durch die schlechte Beleuchtung, eine unbeholfene bis ungeschickte Kameraführung und nur unregelmäßig zum Geschehen passenden Effekten torpediert werden. So wirke Screamboat in einer Zeit, in der sich der Mainstream-Horror wirklich verbessert habe, billig, rückschrittlich und reaktionär.
Die weltweiten Einnahmen aus Kinovorführungen belaufen sich auf rund 390.000 US-Dollar.